# Swiss Open 1960
Die Swiss Open 1960 im Badminton fanden im März 1960 in Lausanne statt. Irmgard Latz erkämpfte für die deutsche Mannschaft einmal Gold und einmal Silber, während Günter Ropertz im Halbfinale knapp mit 15:4, 11:15, 13:15 an Jimmy Lim scheiterte und Bronze gewann.

## Austragungsort
- Lausanne

## Finalresultate
| Disziplin    | Sieger                      | Finalist                   | Ergebnis    |
| ------------ | --------------------------- | -------------------------- | ----------- |
| Herreneinzel | Erland Kops                 | Jimmy Lim                  | 15–5, 15–4  |
| Dameneinzel  | Annette Schmidt             | Irmgard Latz               | 11–6, 11–8  |
| Herrendoppel | Erland Kops Knud E. Jepsen  | Jimmy Lim Randy Oey        | 15–2, 15–11 |
| Damendoppel  | Ute Seelbach Irmgard Latz   | Ute Harlos Elfriede Becker | 15–9, 15–3  |
| Mixed        | Erland Kops Annette Schmidt | Per Nielsen Ute Seelbach   | 18–15, 15–6 |